# 2000年夏季奥林匹克运动会跳水比赛
2000年夏季奥林匹克运动会跳水比赛，由于增加了双人项目，首次扩展到8个小项。比赛于2000年9月22日-30日在悉尼国际水上中心举行，来自42个国家和地区的157名跳水运动员参加了比赛。

## 成績

### 男子
| 項目               | 金牌                                                  | 银牌                                                          | 铜牌                                      |
| 3米跳板 詳細       | 熊倪（中国） 708.72分                                 | 费尔南多·普拉塔斯（墨西哥） 708.42分                          | 德米特里·萨乌丁（俄罗斯） 703.20分        |
| 10米跳台 詳細      | 田亮（中国） 724.53分                                 | 胡佳（中国） 713.55分                                         | 德米特里·萨乌丁（俄罗斯） 679.26分        |
| 双人 3米跳板 詳細  | 熊倪和肖海亮（中国） 365.58分                         | 德米特里·萨乌丁 · 和 亚历山大·多布罗斯科克（俄罗斯） 329.97分 | 罗伯特·纽伯里 · 和 迪安·普拉（） 322.86分 |
| 双人 10米跳台 詳細 | 德米特里·萨乌丁 · 和 伊戈尔·卢卡辛（俄罗斯） 365.04分 | 胡佳和田亮（中国） 358.74分                                   | 扬·亨佩尔 · 和 海科·迈尔（德国） 338.88分 |

### 女子
| 項目               | 金牌                                                | 银牌                                                | 铜牌                                                |
| 3米跳板 詳細       | 伏明霞（中国） 609.42分                             | 郭晶晶（中国） 597.81分                             | 德尔特·林德纳（德国） 574.35分                      |
| 10米跳台 詳細      | 劳拉·威尔金森（美国） 543.75分                      | 李娜（中国） 542.01分                               | 安妮·蒙特米妮（加拿大） 540.15分                    |
| 双人 3米跳板 詳細  | 维拉·伊莲娜 · 和 尤里娅·帕卡琳娜（俄罗斯） 332.64分 | 伏明霞和郭晶晶（中国） 321.60分                     | 甘娜·索罗金娜 · 和 奥列娜·舒佩娜（乌克兰） 290.34分 |
| 双人 10米跳台 詳細 | 李娜和桑雪（中国） 345.12分                         | 埃米莉·埃曼斯 · 和 安妮·蒙特米尼（加拿大） 312.03分 | 里贝卡·吉尔莫 · 和 洛迪·图尔基（） 301.50分         |

## 各國獎牌榜
| 排名 | 国家／地区    | 金牌 | 银牌 | 铜牌 | 總數 |
| ---- | ------------- | ---- | ---- | ---- | ---- |
| 1    | 中国（CHN）   | 5    | 5    | 0    | 10   |
| 2    | 俄罗斯（RUS） | 2    | 1    | 2    | 5    |
| 3    | 美国（USA）   | 1    | 0    | 0    | 1    |
| 4    | 加拿大（CAN） | 0    | 1    | 1    | 2    |
| 5    | 墨西哥（MEX） | 0    | 1    | 0    | 1    |
| 6    | （AUS）       | 0    | 0    | 2    | 2    |
| 6    | 德国（GER）   | 0    | 0    | 2    | 2    |
| 8    | 乌克兰（UKR） | 0    | 0    | 1    | 1    |

## 参赛国家和地区
| - 阿根廷（1） - 亚美尼亚（1） - （6） - 奥地利（3） - 阿塞拜疆（1） - 白俄罗斯（2） - 巴西（2） - 加拿大（7） - 中国（8） - 中华台北（4） - 哥伦比亚（2） - 古巴（6） - 捷克（1） - 芬兰（2） | - 法国（6） - （1） - 德国（8） - 英国（8） - 希腊（5） - 中国香港（1） - 匈牙利（4） - 印度尼西亚（3） - 意大利（5） - 日本（1） - （5） - 马来西亚（3） - 墨西哥（7） - 朝鲜（5） | - 秘鲁（1） - 菲律宾（2） - 波多黎各（1） - 罗马尼亚（3） - 俄罗斯（7） - 韩国（4） - 西班牙（5） - 瑞典（1） - 瑞士（3） - 泰国（2） - 乌克兰（9） - 美国（7） - 委内瑞拉（3） - 津巴布韦（1） |

## 外部連結
- 2000年第27届夏季奥运会各项比赛前三名成绩 - 中国奥委会官方网站